# Inaruwa

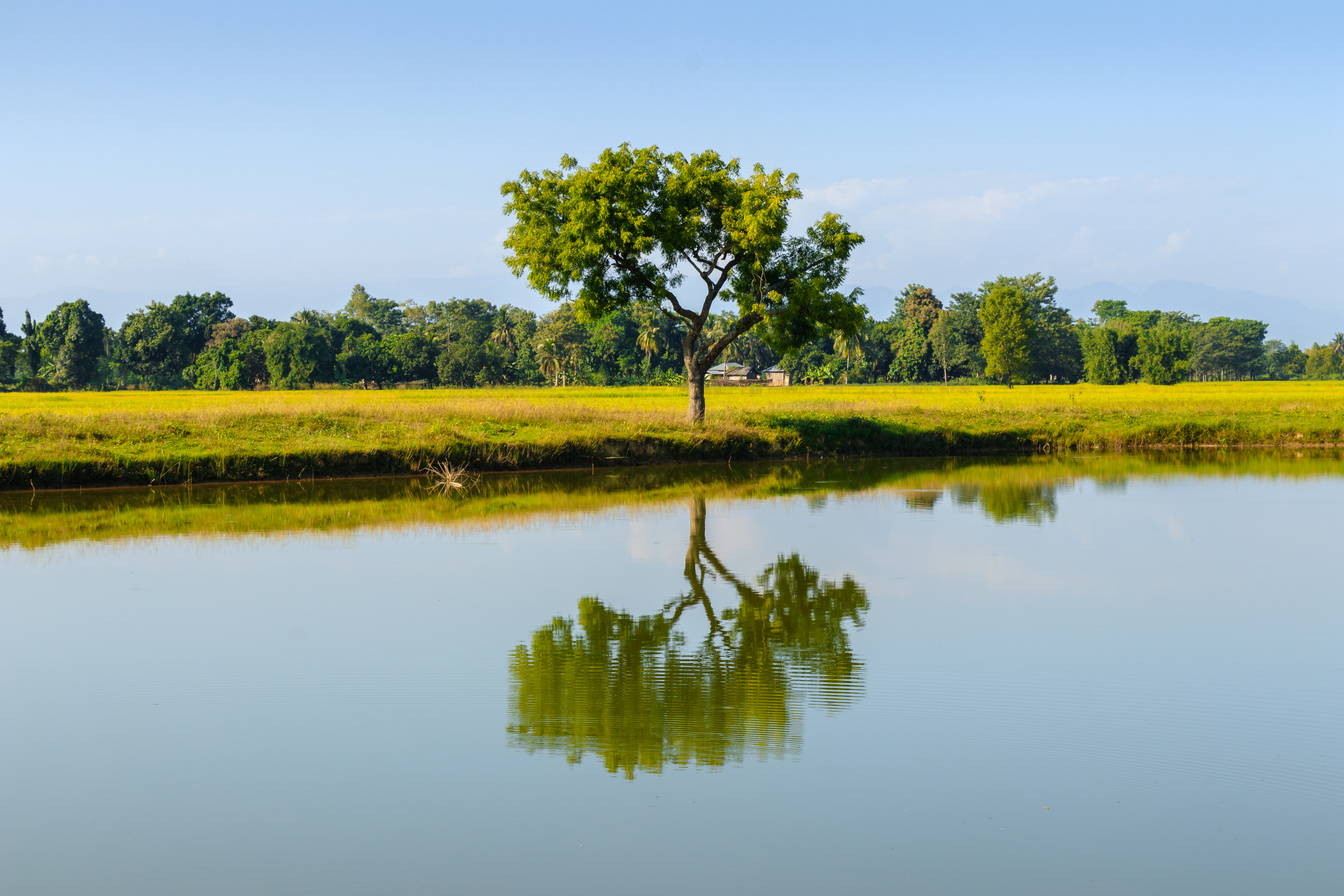
Un Melia azedarach dans la campagne de Inaruwa. Novembre 2018.

Inaruwa est une ville du Népal située dans la zone de Koshi et chef-lieu du district de Sunsari. Au recensement de 2011, la ville comptait 28 454 habitants.